# Rosemary Altea
 (décembre 2022).
Si vous disposez d'ouvrages ou d'articles de référence ou si vous connaissez des sites web de qualité traitant du thème abordé ici, merci de compléter l'article en donnant les références utiles à sa vérifiabilité et en les liant à la section « Notes et références ».
Rosemary Altea, née le 19 mai 1946 à Leicester, Angleterre, est une femme écrivain anglaise, auteur de plusieurs livres sur la communication avec l’au-delà et la spiritualité. Elle se présente comme médium et guérisseuse.

## Biographie
Selon son témoignage, elle connut une enfance difficile en raison de sa faculté à percevoir la présence d’esprits autour d’elle et d’une relation distante avec sa mère. Elle relate ses expériences dans des livres autobiographiques qui connaissent un succès mondial. Elle participe, en tant qu’invitée, à des émissions de télévision très populaires aux États-Unis comme Larry King Live (2002, 2007) et The Oprah Winfrey Show (1995).
La large diffusion de ses ouvrages entraîne des réactions de contradicteurs comme James Randi qui critique l’absence de preuves formelles et vérifiables.